# Haines, Oregon
Haines là một thành phố nhỏ nằm trong quận Baker thuộc tiểu bang Oregon của Hoa Kỳ. Dân số theo điều tra dân số năm 2000 là 426 người.

## Địa lý
Haines nằm ở tọa độ 44°54′42″B 117°56′24″T / 44,91167°B 117,94°TĐã đưa tham số không hợp lệ vào hàm {{#coordinates:}} (44.911723, -117.940008)1.
Theo Cục điều tra dân số, thành phố có tổng diện tích là 0,8 dặm vuông (2,0 km²). Tất cả là mặt đất.